# Бессонов, Всеволод Борисович
Все́волод Бори́сович Бессо́нов (7 октября 1932, с. Ивановское, Центрально-Чернозёмная область — 12 апреля 1970, Бискайский залив) — советский военный моряк-подводник, Герой Советского Союза (26.06.1970, посмертно). Капитан 2-го ранга (30.05.1966). Командир атомной подводной лодки «К-8» (проект 627А).

## Биография
Родился в селе Ивановское (ныне — Рыльского района, Курская область) в семье крестьянина. Детские годы провел в городе Льгове. Окончил 10 классов Саратовского военно-морского подготовительного училища (учился там с 1948 по 1951 годы).
В ВМФ СССР с сентября 1951 года, когда был зачислен курсантом в 1-е Высшее Военно-морское училище подводного плавания. Окончил училище в 1955 году. Проходил службу на дизельных подводных лодках Северного флота: с октября 1955 года — командир торпедной группы, с мая 1957 года — командир боевой части (БЧ-2), с декабря 1957 — помощник командира ПЛ «С-144», на этом корабле в августа-сентябре 1957 года участвовал в испытаниях ядерной торпеды на полигоне Новая Земля, за что награждён своим первым орденом. С апреля 1959 года — командир боевой части ПЛ «К-102»
В марте 1961 года переведён на атомные подводные лодки и назначен помощником командира корабля — командиром БЧ-3 АПЛ «К-50», а в январе 1962 года — помощником командира АПЛ «К-133». В 1965 году окончил Высшие специальные офицерские классы ВМФ.
С сентября 1965 года — старший помощник командира АПЛ «К-8». С февраля 1968 года — командир АПЛ «К-8».
В начале апреля 1970 года находившаяся на боевом дежурстве в Средиземном море подводная лодка К-8 была направлена в район Северной Атлантики для участия в крупнейших за всю историю советского ВМФ учениях «Океан-70». 8 апреля в рубке гидроакустиков К-8 возник пожар, который стал быстро распространяться по воздуховодам. После всплытия в надводное положение часть личного состава (73 человека) была эвакуирована на подошедшие суда. Бессонов остался на борту АПЛ во главе боевой смены, продолжавшей борьбу за живучесть. Ситуация усложнялась выходом из строя электроэнергетической системы и центрального поста. 12 апреля в условиях 8-балльного шторма корабль потерял продольную остойчивость и в течение короткого времени затонул, унеся с собой 22 человека боевой смены и 30 человек, погибших в пожаре. Это была первая потеря советского атомного флота.
Указом Президиума Верховного Совета СССР от 26 июня 1970 года № 5310-VII за героизм, мужество и отвагу, проявленные при исполнении воинского долга, Всеволоду Борисовичу Бессонову присвоено звание Героя Советского Союза (посмертно).

## Награды
- Герой Советского Союза (26.06.1970, посмертно)
- Орден Ленина (26.06.1970, посмертно)
- Орден Красного Знамени (1958)[3]
- медали.

## Память
- Именами командира «К-8» В. Б. Бессонова и корабельного врача А. М. Соловья названы улицы посёлка Гремиха.
- Имя Бессонова присвоено одной из улиц города Льгова.
- Имя Бессонова присвоено одной из улиц города Островного.
- Имя В. Б. Бессонова присвоено средней школе № 1 г. Льгова Курской области.
- 26.07.2008 в центре г. Льгова был открыт памятник Бессонову работы скульптора В. И. Бартенева.
- В мае 2001 года мемориальная доска в честь Бессонова была установлена в г. Рыльске.